# 夏の終りにあなたへの手紙書きとめています
『夏の終りにあなたへの手紙書きとめています』（なつのおわりにあなたへのてがみかきとめています）は、三枝夕夏 IN dbの24枚目のシングル。

## 概要
- 4枚目のアルバム『U-ka saegusa IN db IV 〜クリスタルな季節に魅せられて〜』の先行シングル。
- 前作に引き続き、大野愛果が作曲、葉山たけしが編曲を担当した。大野作曲のシングルはこれで4作連続となる。
- 三枝夕夏 IN dbは2010年1月のライブを以て解散をしたため、今作は同バンドにとって最後のシングルとなっている。

## 収録曲
1. 夏の終りにあなたへの手紙書きとめています
作詞：三枝夕夏 / 作曲：大野愛果 / 編曲：葉山たけし
三枝は「恋の終りと夏の終りをリンクさせた楽曲」「一言ずつ切なさを感じさせるような言葉を選んで作詞をした」とインタビュー等で答えている。
三枝夕夏 IN dbは「君と約束した優しいあの場所まで」に代表されるようにタイトルの長い曲が多いが、この曲はその中でも最も長い（20文字）タイトルとなっている。
PVはログハウスと海辺で撮影されている。これは三枝の提案によるもの。
2. だんだん君の笑顔が遠くなっていく
作詞：三枝夕夏 / 作曲・編曲：小澤正澄
作曲・編曲は元PAMELAHの小澤正澄が担当した。小澤正澄が作曲・編曲の両方を担当したのは「アツイ情熱抱きしめて」（10thシングル「いつも心に太陽を」のカップリング曲）以来となる。
3. 夏の終りにあなたへの手紙書きとめています 〜Instrumental〜

## タイアップ
夏の終りにあなたへの手紙書きとめています
- 日本テレビ「汐留☆イベント部」8月テーマソング

## 収録アルバム
夏の終りにあなたへの手紙書きとめています
- U-ka saegusa IN db IV 〜クリスタルな季節に魅せられて〜
- U-ka saegusa IN db Final Best